# Bahnhof Jena Paradies

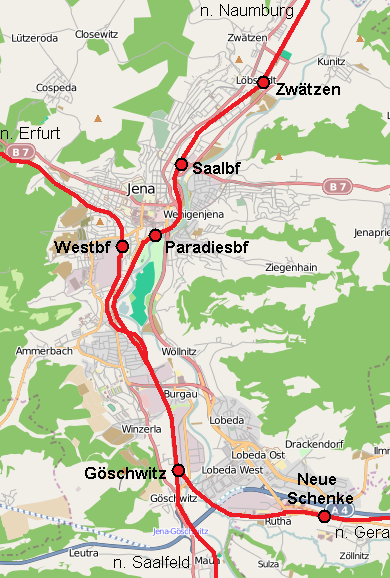
Lage des Bahnhofs im Stadtgebiet

Der Bahnhof Jena Paradies (umgangssprachlich auch Paradiesbahnhof genannt) liegt in der Stadt Jena in Thüringen an der Bahnstrecke Großheringen–Saalfeld (Saalbahn). Jena Paradies war von 2002 bis 2017 Jenas einziger Fernverkehrshalt und wird von Intercity- sowie Intercity-Express-Zügen bedient. Benannt wurde er nach dem angrenzenden gleichnamigen Park am östlichen Saaleufer. Betrieblich ist er seit mehreren Jahrzehnten nach Rückbau aller Weichen nur noch ein Haltepunkt.

## Lage
Jena Paradies liegt am südlichen Rand der Jenaer Innenstadt auf einem schmalen Streifen zwischen dem Stadtring im Westen und der Saale im Osten. Vor dem Bahnhof befinden sich zwei Straßenbahnhaltestellen sowie der örtliche Busbahnhof, so dass Anschluss an zahlreiche Linien des ÖPNV besteht.
Es gibt keinen Taxistand.

## Geschichte
Der Haltepunkt Jena Paradies bei Streckenkilometer 27,3 wurde am 15. Oktober 1880 in Betrieb genommen. Das erste Empfangsgebäude entstand allerdings erst 1886, nach langwierigen Verhandlungen zwischen der Jenaer Stadtverwaltung und der Saal-Eisenbahn-Gesellschaft.
Durch die Verlegung der Bahnstrecke auf einen Hochdamm um 1910 wurde das alte Gebäude durch das immer noch vorhandene Empfangsgebäude ersetzt. Es wird heute nicht mehr für den Bahnverkehr genutzt und enthielt mehrere Fahrkartenschalter, eine Gepäckabfertigung und ein Bahnhofsrestaurant.
Bereits Anfang der 1950er Jahre wurde diskutiert, ob der Haltepunkt zum Jenaer Zentralbahnhof ausgebaut und durch einen Personentunnel mit dem Bahnhof Jena West verbunden werden solle. Man erwartete dadurch Einsparungen beim Wiederaufbau des kriegszerstörten Saalbahnhofes, dessen Lage abseits der Innenstadt schon damals als problematisch galt. Diese Pläne wurden jedoch nicht weiter verfolgt und so diente der zentral gelegene Haltepunkt bis 1999 ausschließlich dem Nahverkehr.
Im Verkehrsentwicklungsplan 1993 wurde erneut die Verlagerung des Fernverkehrshaltes der Saalebahn vom Saalbahnhof zum Haltepunkt Paradies gefordert, um kurze Umsteigebeziehungen zwischen dem Fern- und Nahverkehr der Eisenbahn, der Straßenbahn und dem Regionalbusverkehr zu erreichen. Diese Absicht wurde im September 1996 durch die Jenaer Stadtverordneten bestätigt.
In den Folgejahren führte Geldmangel bei der Deutschen Bahn AG zu Verzögerungen und dem Bau eines provisorischen Haltepunktes, da der Termin für die Einführung des ICE-Verkehrs auf der Saalebahn festlag und kein Bahnhof in Jena über ausreichend lange Bahnsteige verfügte, um zwei gekuppelte Einheiten der Baureihe 411 aufzunehmen. Das Provisorium wurde südlich der alten Lage 1998/1999 für etwa zwei Millionen DM gebaut. Die Inbetriebnahme der beiden hölzernen Behelfsbahnsteige folgte am 26. September 1999, als der Halt aller Fernverkehrszüge der Linie Berlin–Leipzig–München vom Saalbahnhof dorthin verlegt wurde.
Am 1. März 2002 wurden die Bau- und Finanzierungsverträge für den neuen ICE-Bahnhof zwischen der Deutschen Bahn AG, dem Land Thüringen und der Stadt Jena unterzeichnet. Für 16,1 Millionen Euro sollte die neue Station den bestehenden Regionalbahnhof ab 2004 ersetzen.
Im Zuge des 2003 begonnenen Umbaus wurde der Altbau des Bahnhofes aufgegeben, da der bestehende Inselbahnsteig nicht über die für den ICE-Betrieb erforderlichen 370 Meter Länge verfügte. Der Neubau des Doppelaußenbahnsteigs zwischen km 27,0 und 27,4 erfolgte entlang der vorhandenen Bahntrasse unter laufendem Bahnbetrieb.
Die neue Station wurde zum kleinen Fahrplanwechsel im Sommer 2005 in Betrieb genommen. Die Fertigstellung erfolgte ein halbes Jahr später als geplant. Die offizielle Einweihung wurde am 18. Juni 2005 gefeiert. Die Baukosten lagen bei etwa 21 Millionen Euro.
Während der Planungs- und Bauphase wurden fünf Jahre lang provisorische Holzbahnsteige genutzt. Die zwischen der alten Bahnsteiglage und dem Felsenkeller gelegenen und längenmäßig mit den späteren Neubauten übereinstimmenden Übergangs-Bahnsteiganlagen wurden ab dem 4. März 2006 innerhalb einer Woche abgetragen und entsorgt.

## Anlagen

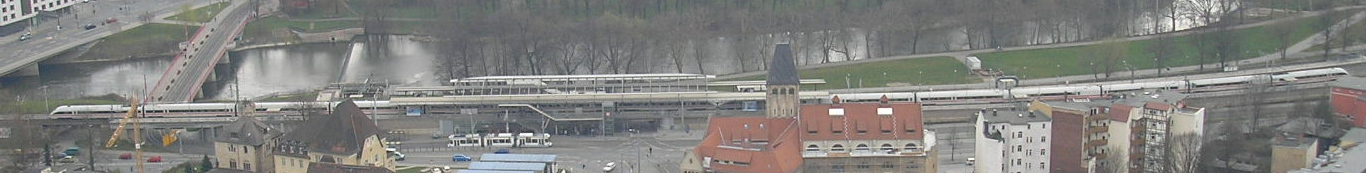
Zwei siebenteilige ICE-Triebzüge machen die Größenverhältnisse deutlich (das Empfangsgebäude befindet sich im zweiten Bildviertel von links)

Der Zugang zu den Zügen wird durch zwei parallel angeordnete, 370 Meter langen Bahnsteige in Dammlage mit einer Höhe von 55 Zentimetern über Schienenoberkante gewährleistet, die jeweils auf einer Länge von 117 Metern überdacht und durch Aufzüge barrierefrei erreichbar sind.
Aufgrund des umgebenden Platzmangels liegen die Räumlichkeiten der Bahnstation unterhalb der Bahnsteige. Diese erstrecken sich über eine Länge von 63 Metern und beherbergen die zwei Fahrkartenausgaben der DB Vertrieb und eine Bäckereifiliale, die neben Backwaren auch Zeitungen und weitere Produkte für den Reisebedarf anbietet. Die benachbarten Toiletten können während deren Öffnungszeiten (nur Wochentags, außer Samstag/Sonntag) benutzt werden.
Der Bahndamm wird im Bereich neben den Service- und Verkaufsstationen durch eine Unterführung durchbrochen, damit wurde ein Durchgang zwischen Stadt und Park geschaffen. Eine weitere Unterführung befindet sich weiter westlich auf Höhe der Straßenbahnhaltestelle Paradiesbahnhof West und damit noch unterhalb der Bahnsteige. Gesamtplaner des Projekts war Michael Hanka, zunächst unter IFB Dr. Braschel AG, ab 2004 mit dem eigenen Büro Hanka & Nolte Architekten.
Reisende, die zur Holzlandbahn (Erfurt–Weimar–Gera), der zweiten durch Jena verlaufenden Bahnstrecke, umsteigen wollen, müssen den etwa 800 Meter entfernt liegenden Bahnhof Jena West nutzen oder alternativ am wenige Kilometer südlich gelegenen Bahnhof Jena-Göschwitz umsteigen.

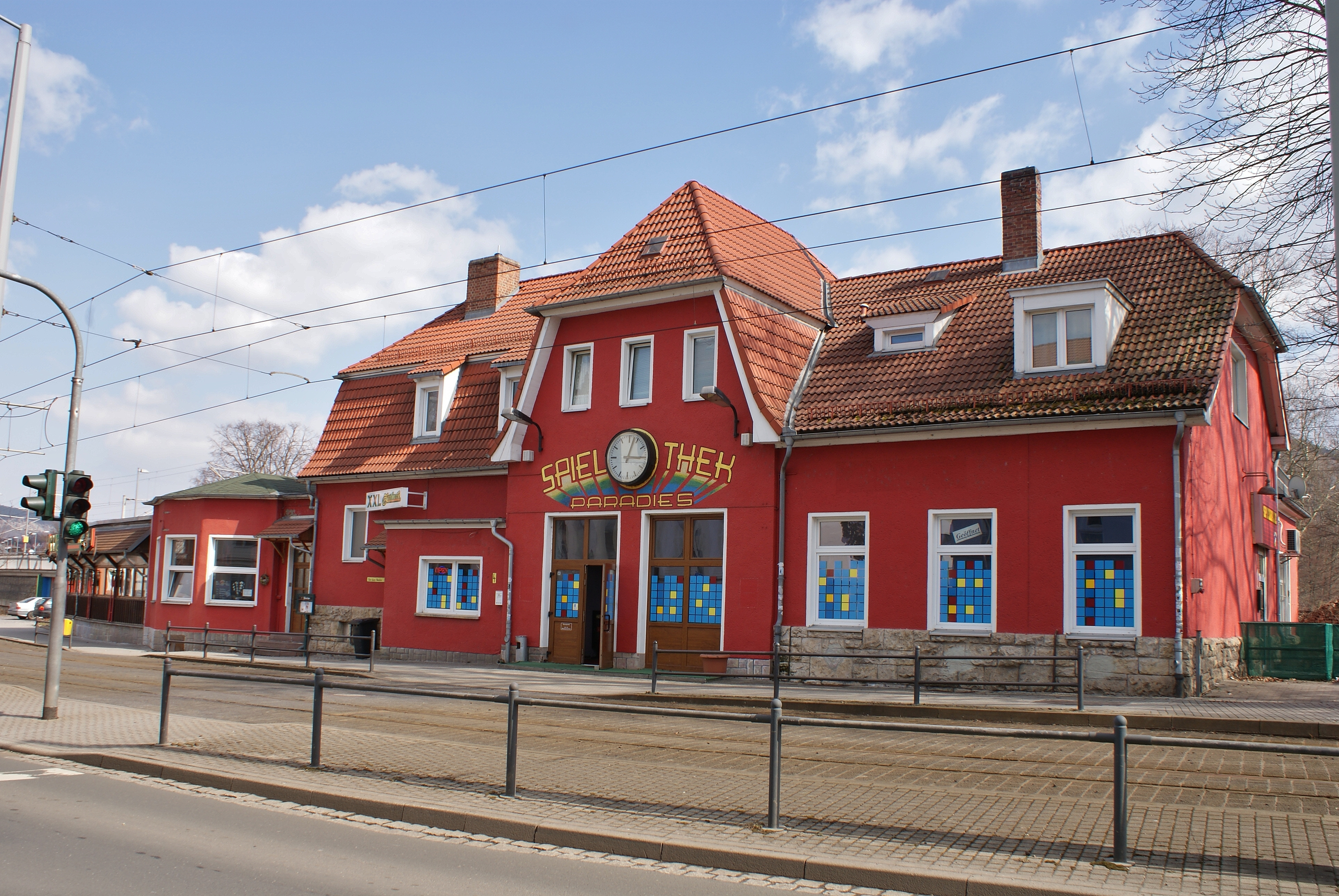
Ehemaliges Empfangsgebäude des Haltepunktes
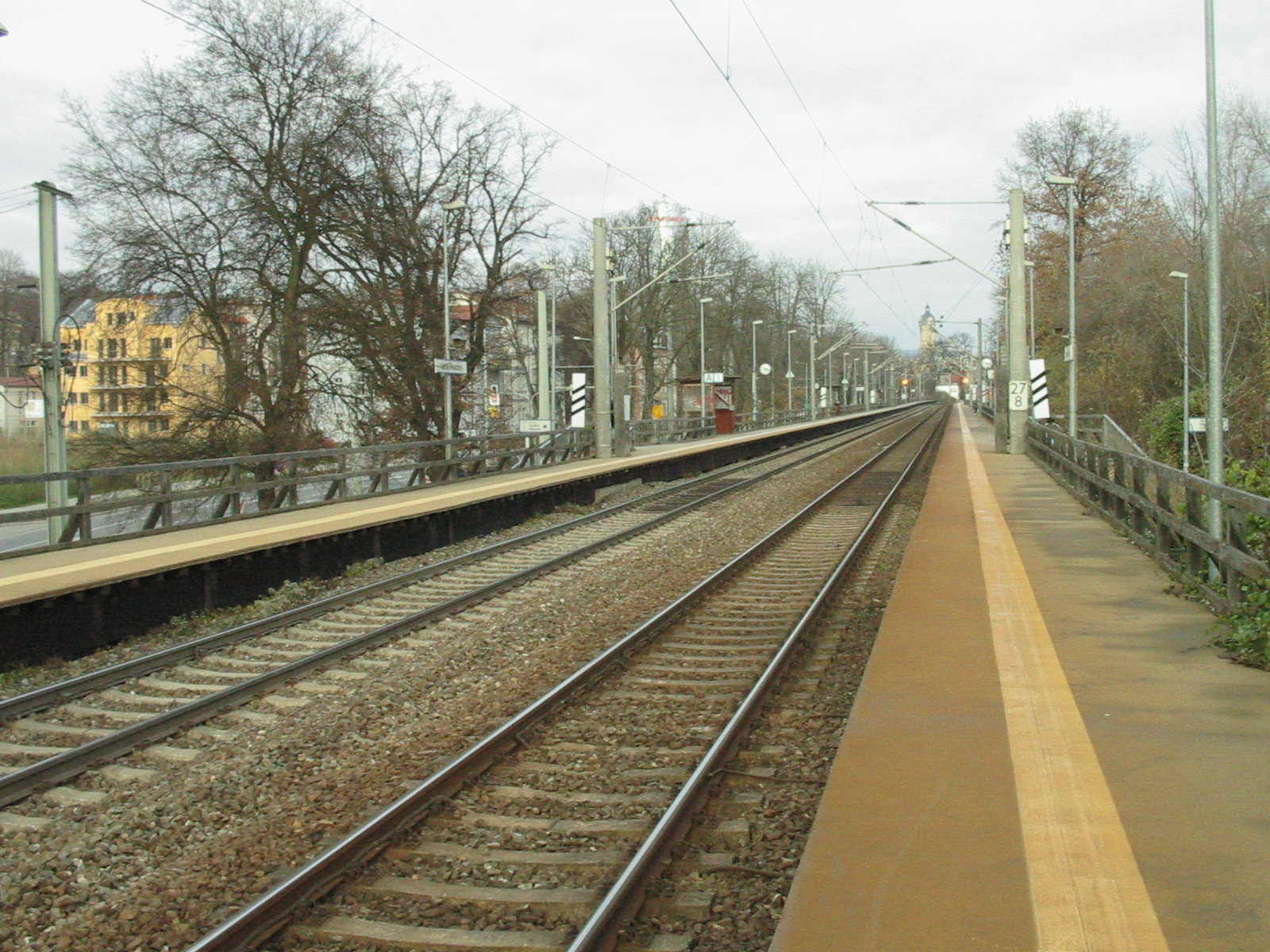
Der provisorische Fernverkehrs-Haltepunkt im Dezember 2004
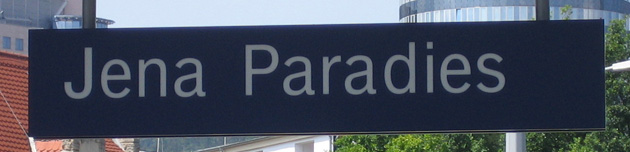
Bahnhofsschild Jena Paradies (2005)
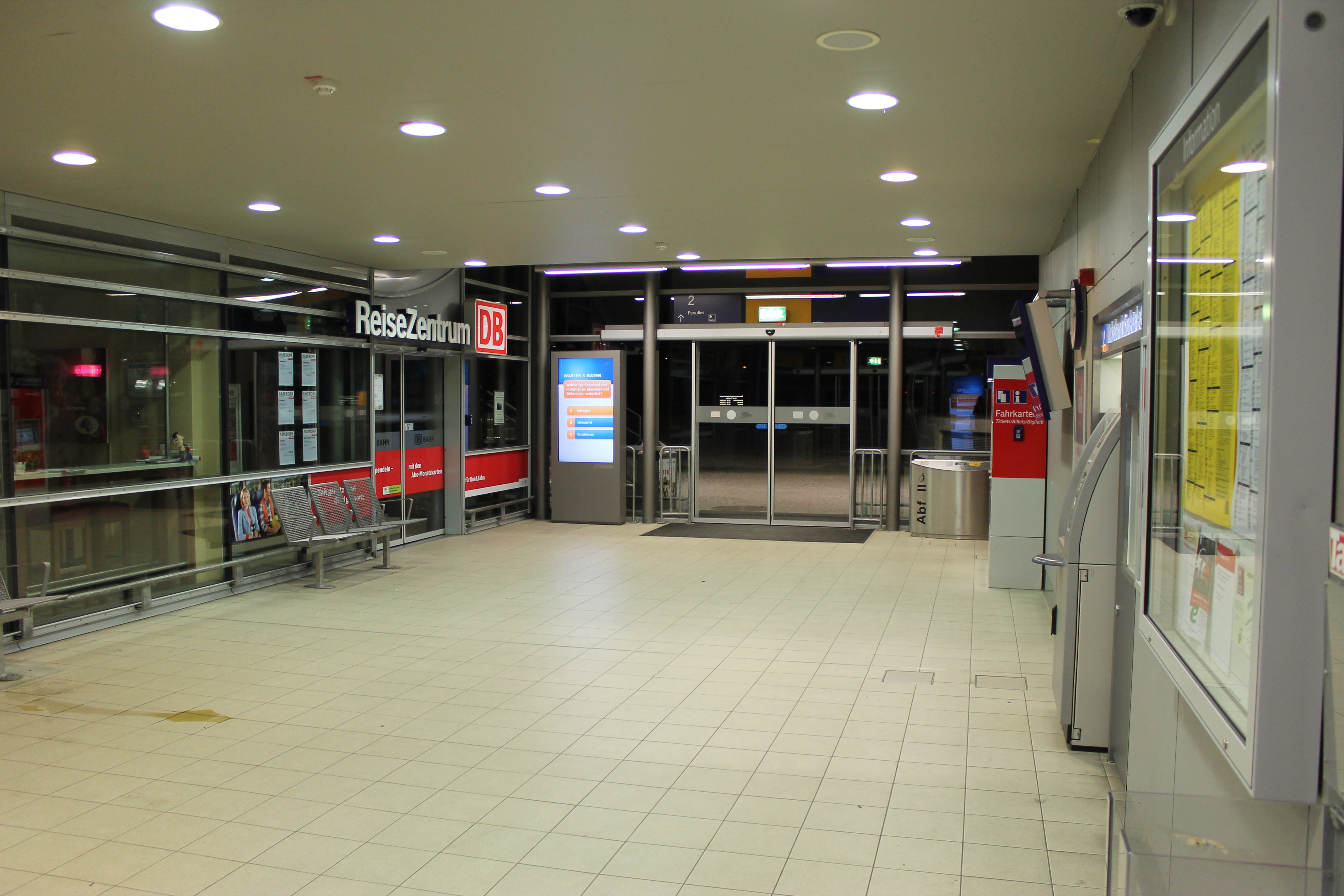
Warteraum (2014)
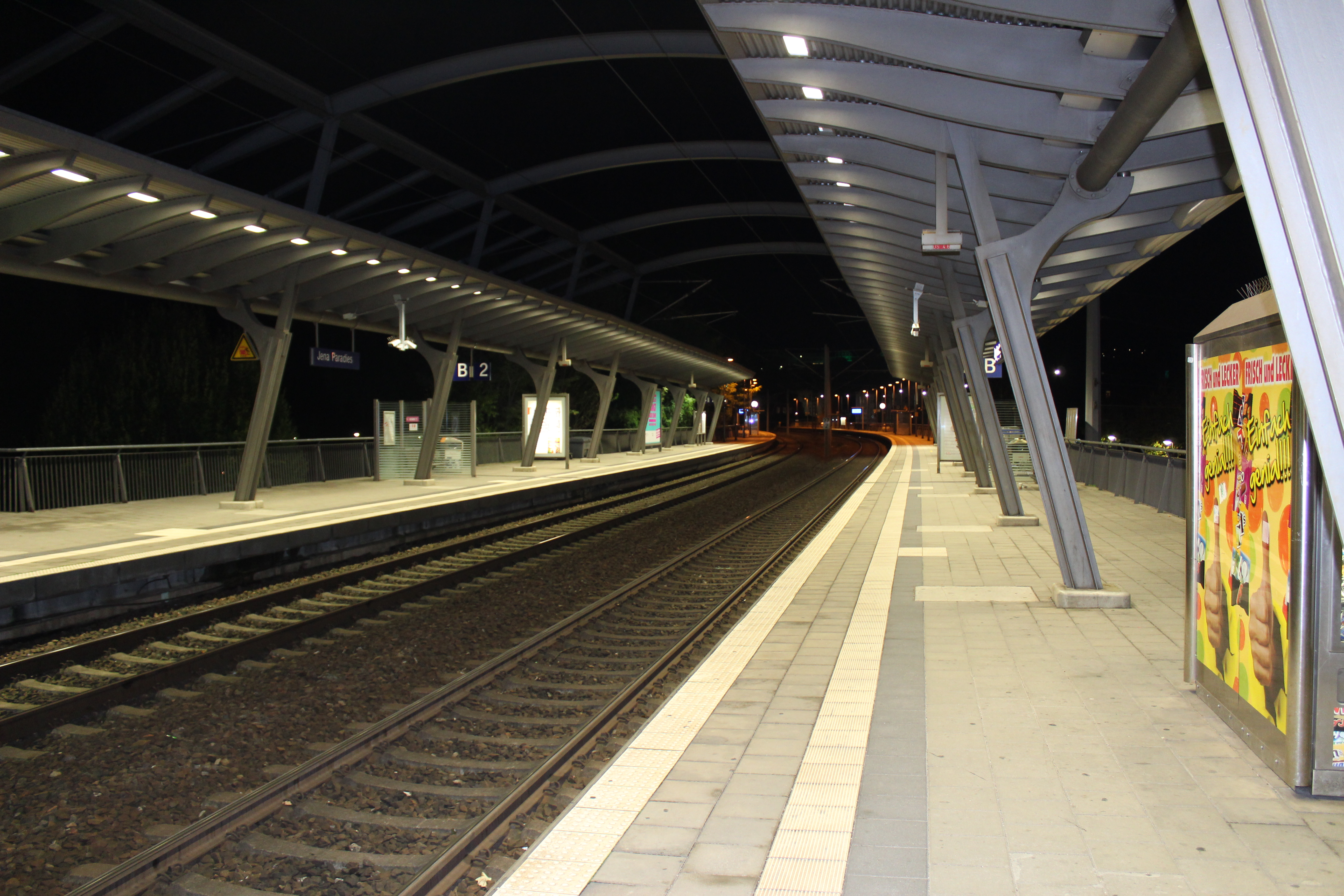
Bahnsteige (2017)
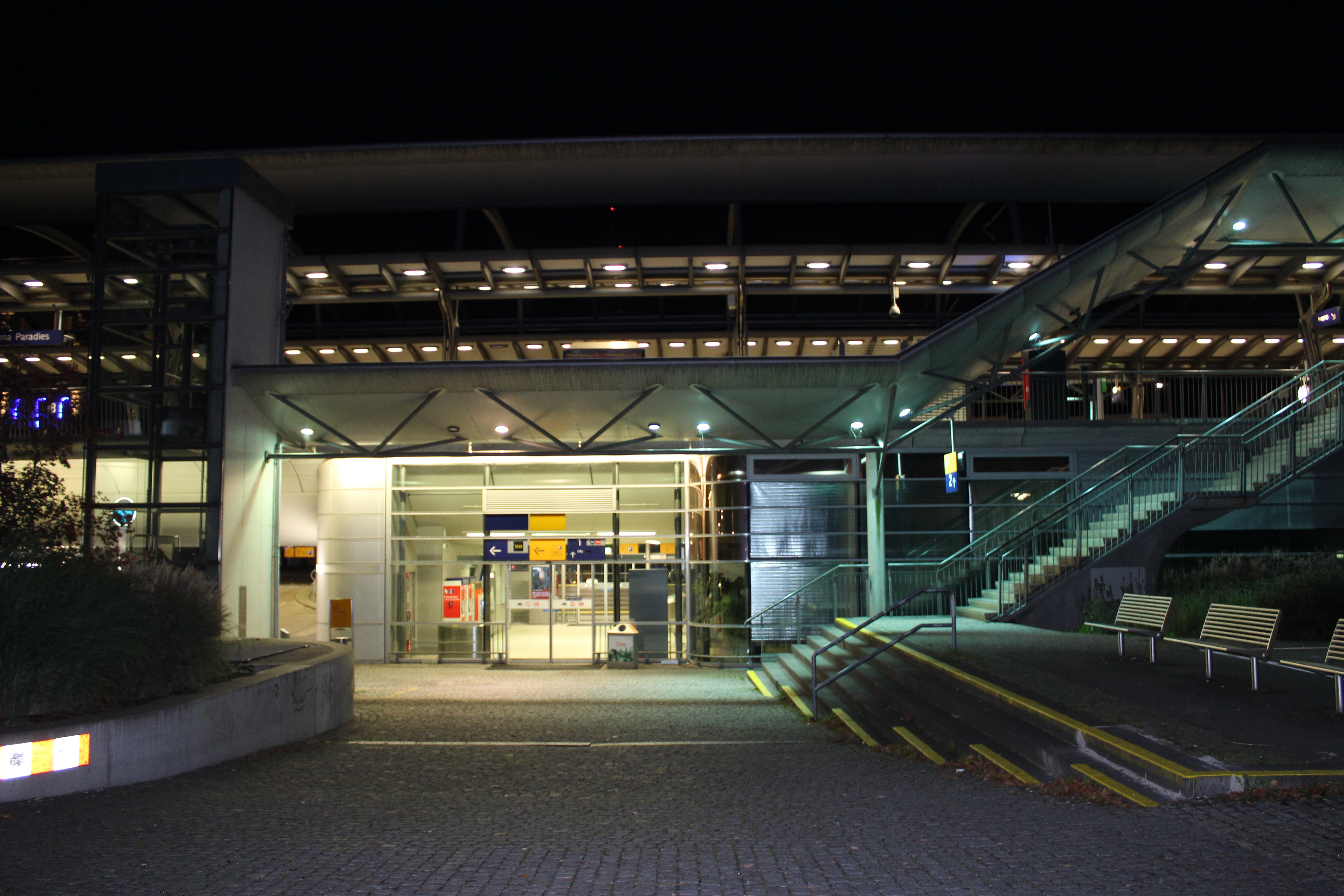
Östlicher Zugang (2017)

## Verkehrsanbindung
Im Fahrplanjahr 2024 wird der Haltepunkt Jena Paradies von folgenden Linien des Schienenpersonenfern- bzw. -nahverkehrs bedient:
| Linie  | Fahrtverlauf                                                                                    | Takt (min)             | EVU                            |
| ------ | ----------------------------------------------------------------------------------------------- | ---------------------- | ------------------------------ |
| ICE 28 | Jena-Göschwitz – Jena Paradies – Naumburg – Leipzig – Lutherstadt Wittenberg – Berlin – Hamburg | ein Zugpaar            | DB Fernverkehr                 |
| IC 17  | Wien – Linz – Passau – Nürnberg – Jena Paradies – Naumburg – Halle – Berlin – Rostock           | ein Zugpaar            | DB Fernverkehr                 |
| IC 61  | Leipzig – Weißenfels – Naumburg – Jena Paradies – Saalfeld – Nürnberg – Stuttgart – Karlsruhe   | fünf Zugpaare          | DB Fernverkehr                 |
| RE 14  | Camburg – Jena Paradies – Kahla – Saalfeld – Bamberg – Nürnberg                                 | einzelner Zug Die.-Do. | DB Regio Bayern                |
| RE 15  | Leipzig-Weißenfels - Naumburg-Jena Saalbahnhof – Jena Paradies – Rudolstadt – Saalfeld          | 120                    | Abellio Rail Mitteldeutschland |
| RB 25  | Halle – Merseburg – Weißenfels – Naumburg – Bad Kösen – Jena Paradies – Kahla – Saalfeld        | 060                    | Abellio Rail Mitteldeutschland |
| RB 28  | Jena Saalbf – Jena Paradies – Rothenstein – Orlamünde – Pößneck                                 | 120                    | Erfurter Bahn                  |

## Zugverkehr
Im Jahr der Inbetriebnahme der neuen Anlage, im Jahr 2005, wurde die Station von ICE-Zügen im Zwei-Stunden-Takt, einzelnen Wochenend-Intercitys sowie 70 Regionalbahnen pro Tag bedient. Laut Angaben der Deutschen Bahn von 2012 seien bei den täglich 32 haltenden ICE-Zügen durchschnittlich jeweils 15 Ein- und Aussteiger gezählt worden.
Mit Inbetriebnahme der Schnellfahrstrecke Nürnberg–Erfurt im Dezember 2017 verlor der Bahnhof seinen Status als Systemhalt des DB Fernverkehrs. Als Ersatz wurden neue, jeweils zweistündlich verkehrende Regionalexpress-Linien nach Leipzig und Halle eingerichtet. Die DB Fernverkehr bietet weiterhin ein Zugpaar zwischen Jena, Berlin und Hamburg an (ICE 1704 bzw. 1714 und 1705), das nach ihren Angaben jedoch nicht kostendeckend sei.
Nach dem Planungsstand von 2010 sollten nach Inbetriebnahme der Schnellfahrstrecke Nürnberg–Erfurt einzelne Fernzüge in Tagesrandlage über Jena geführt werden. Zwei Jahre danach war geplant, das ICE-Zugangebot auf zwei Zugpaare pro Tag (von und nach Berlin) zu reduzieren. Ende 2015 sollten morgens zwei ICE-Verbindungen nach Berlin angeboten werden, in der Gegenrichtung nachmittags und abends je ein Zug fahren. Die Reisezeit von Jena nach Leipzig verlängerte sich ab Dezember 2017 von rund einer Stunde auf anderthalb Stunden, die nach Frankfurt, Bamberg oder München blieben in etwa unverändert. Mit Verlängerung des Franken-Thüringen-Expresses nach Leipzig sank die Reisezeit wieder auf 65 Minuten.
Im Dezember 2023, nach Auslaufen des Verkehrsvertrags des Franken-Thüringen-Expresses, soll eine zweistündlich bediente Intercity-Linie von Karlsruhe über Stuttgart, Nürnberg, Saalfeld und Jena nach Leipzig geführt werden, sieben Jahre früher als zunächst vorgesehen. Der Fernverkehrszug soll an die Stelle des Regionalverkehrs zwischen Jena und Nürnberg treten. Ende 2022 kündigte die DB an, eine nicht näher genannte „neue Verbindung zwischen Nürnberg, Jena und Leipzig“ einzuführen. Bereits seit Dezember 2017 fährt die IC-Linie 61 Leipzig–Karlsruhe einmal täglich über Jena. Eingesetzt werden hier IC-Doppelstockzüge mit einer E-Lok der Baureihe 147.
Vom Fahrplanwechsel 2015/16 bis zum Fahrplanwechsel 2016/17 am 9. Dezember 2016 verkehrte ein IC-Zugpaar der Linie 50 (Zugpaar IC 2152/2153) zwischen Düsseldorf und Jena (zuvor Dresden). Diese Verbindung wurde seit dem 12. Juni 2016 mit einer IC2-Garnitur bedient. Auf dieser Mitte-Deutschland-Verbindung zwischen Düsseldorf und Thüringen fuhr der Intercity, welcher täglich um 5:20 Uhr in Köln startete und um 11:25 Uhr Jena erreichte (IC 2153) zum Fahrplanwechsel Dezember 2016 eingestellt.
Ab dem 17. Juni 2021 bis zum Dezember 2021 verkehrte ein Zug von Flixtrain nachts zwischen Leipzig – Jena – Nürnberg – München. Dieser Zug wurde in Leipzig von bzw. nach Hamburg und Berlin durchgebunden. Der Zug verließ Jena auf der Fahrt Richtung München um 00:56 Uhr und Richtung Leipzig/Hamburg um 04:55 Uhr. Die Züge verkehrten allerdings nicht täglich. Zum Einsatz kamen normale Großraumwagen, die auch auf den sonstigen Tagesverbindungen eingesetzt werden.
Auf der IC-Linie 17 wird seit März 2020 eine Nachtverbindung Rostock–Wien über Naumburg, Jena und Saalfeld gefahren. Eingesetzt wird bei diesem Zugpaar (IC 296/297) der IC-KISS, den die DB Fernverkehr gebraucht von der Westbahn erwarb.
Bus- und Straßenbahnanbindung: Unmittelbar am Bahnhof bedienen mehrere Linien der Straßenbahn Jena die Haltestellen Paradiesbahnhof und Paradiesbahnhof (West). Unweit liegt der Busbahnhof, der von Stadtbuslinien und zahlreichen Regionalbuslinien bedient wird.